# Palma Sola (Jujuy)
Palma Sola – miasto w Argentynie, w prowincji Jujuy, w departamencie Santa Bárbara.
Według danych szacunkowych na rok 2010 miejscowość liczyła 3 791 mieszkańców.